# Juan de Dios Martínez
Juan de Dios Martínez (9 marzo 1875 – 27 ottobre 1955) è stato un politico ecuadoriano.
È stato Presidente dell'Ecuador dal 5 dicembre 1932 al 19 ottobre 1933.